# Réserve naturelle nationale de Jujols
La réserve naturelle nationale de Jujols (RNN83) est une réserve naturelle nationale des Pyrénées située en Occitanie. Classée en 1986, elle occupe une surface de 472,357 hectares sur la commune éponyme.

## Localisation
Le territoire de la réserve naturelle est dans le département des Pyrénées-Orientales, sur la commune de Jujols. D'une superficie de 472 ha, il est limitrophe de la réserve naturelle nationale de Nohèdes.

## Histoire du site et de la réserve
La réserve naturelle de Jujols occupe le nord de la commune du même nom, sur le flanc sud-est du mont Coronat, à partir de 1 100 m d'altitude. Sur le plan géologique, on y trouve les fameux schistes ardoisiers de Jujols (qui constituent la localité type de cette série bien connue des géologues), les schistes troués parfois très fossilifères, puis les calcschistes et enfin les masses de calcaire. Ce territoire protège 472 ha d’une nature soumise à plusieurs influences climatiques : du climat méditerranéen au montagnard.

## Écologie (biodiversité, intérêt écopaysager…)
La réserve naturelle de Jujols regorge d'une faune et d'une flore très variées.

### Flore
Les paysages sont fortement influencés par les activités humaines passées et actuelles (agro-pastoralisme intense, puis en déprise). Les landes de la série du Chêne vert occupent les parties basses où le cortège de plantes méditerranéennes atteint là des altitudes remarquables. Ainsi, à plus de 1500 m d'altitude nous trouvons encore le Chêne vert en mélange avec le Chêne pubescent, et des landes à thym et à lavande. On notera également les nombreuses espèces rupestres et divers faciès dont ceux à Genévrier sabine et, en limite communale de Serdinya, ceux à Sauge à feuille de lavande, espèce ibérique rare. Le reste du territoire est essentiellement occupé par la forêt de Pin sylvestre caractérisant l'étage montagnard, en formation continue entre 1 600 m et 2 100 m, où lui succède le Pin à crochets. La flore des groupements rupicoles et éboulis calcaires incluse dans ces forêts, comme celle des milieux humides et des sources des lieux dits "la Soula de Mollère", "Font Frède" ou "Font Eyxen", mérite l'attention.

### Faune
L’étagement altitudinal et la diversité des milieux naturels favorisent la présence d’une faune riche et variée. Concernant les insectes, on dénombre, par exemple, plus de 800 espèces de papillons. Parmi les arachnides, le scorpion jaune trouve là une nourriture abondante à base d’insectes. La présence de bois mort et la richesse du sol forestier explique l’abondance de la micro-faune.
La grande faune comprend surtout des ongulés tels que chevreuil, cerf, sanglier et isard. Parmi les oiseaux remarquables, nous pouvons rencontrer le grand tétras et le pic noir en forêt, aigle royal et gypaète barbu dans les falaises.
La richesse floristique de la réserve est le résultat de plusieurs facteurs : les influences climatiques, la diversité des milieux naturels (falaises, forêts, landes, pelouses…) et les activités pastorales passées et présentes. Ainsi, au détour d’un chemin vous pourrez rencontrer, le chêne vert dans les parties basses, la spiranthe d’été et la grassette insectivore dans les zones humides; le pin sylvestre se trouve au dessus de 1600m.

## Intérêt touristique et pédagogique
Il existe différents sentiers de randonnée au sein de cette réserve naturelle. Notamment le sentier des bergeries qui est accessible par la nationale 116 qui relie Prades à Mont-Louis.
De plus, chaque année, les Pyrénées-Orientales organisent le Festival Nature des réserves naturelles catalanes de mai à octobre. Pour la réserve naturelle de Jujols, on y retrouve différentes activités telles que des concert d'oiseaux, des balades contés ou sur les traces d'un animal en particulier.
Pour la partie pédagogique, chaque année la réserve met en place un projet pédagogique avec une classe maternelle ou primaire d’une école dont les enfants habitent sur le mont Coronat.
Une classe parmi les enseignants volontaires est ainsi sélectionnée afin de mener durant 6 journées réparties sur l'année un projet pédagogique tourné vers la nature. Les sorties sur le terrain alternent avec des interventions en classe. Les classes qui peuvent postuler sont celles où des enfants scolarisés habitent sur le Coronat. Il s’agit des écoles de Olette, Ria-Sirach et du regroupement pédagogique de Villefranche-de-Conflent, Serdinya et Corneilla-de-Conflent. Les 6 journées d'interventions sont gratuites.
Depuis 2005, les réserves naturelles catalanes développent l’accueil des personnes en situation de handicap (moteur, visuel, auditif et mental) grâce à l’amélioration de l’accessibilité des locaux et à la conception d’activités adaptées. Des animations et des outils pédagogiques originaux reflètent l’identité de chaque espace protégé.
La particularité de nos réserves naturelles est d’utiliser au maximum le terrain comme support pédagogique.

## Administration, plan de gestion, règlement
La réserve naturelle est gérée par Fédération des RN Catalanes, OFB.

### Outils et statut juridique
La réserve naturelle a été créée par un décret du 23 octobre 1986.